# Veliki vrh (Prokletije)
Der Veliki vrh (albanisch Maja Gurt e Zjarmit) ist mit 2490 m. i. J. der Hauptgipfel des Karanfil-Grats (historisch seit dem 17. Jahrhundert auch Brada genannt) im Prokletije in Montenegro. Der Veliki vrh dominiert mit seiner Nordwestabdachung das obere Grbaja-Tal. Mit den steil abfallenden, auch rezent vergletscherten Hängetrögen im Oberen und Unteren Kar (Kotao) stellt er das bergsteigerisch anspruchsvollste Massiv Südosteuropas südlich der Alpen dar. Der Gipfel wurde daher erst 1957 nach mehreren gescheiterten Versuchen erklommen.

## Geologie

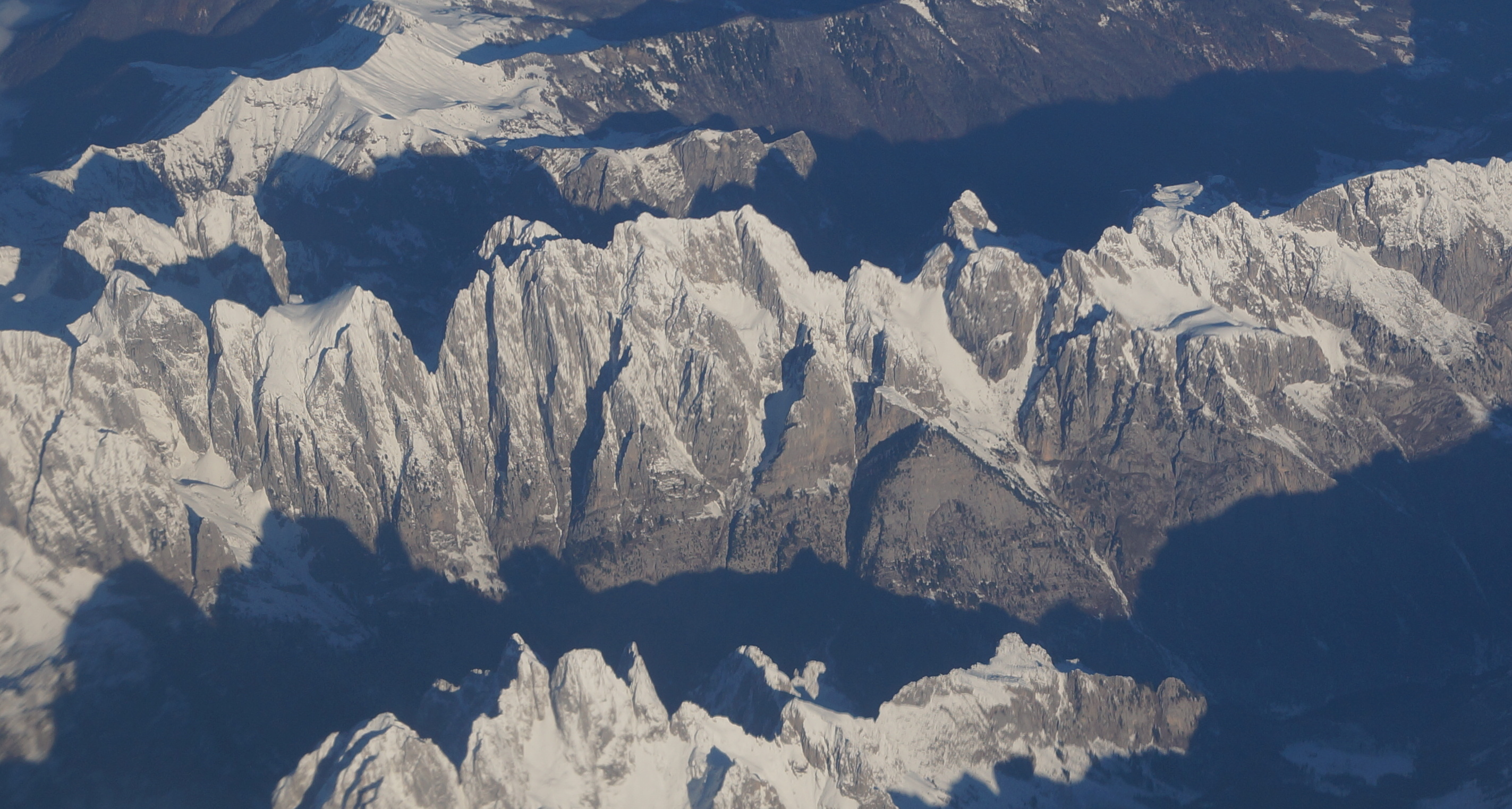
Der Veliki vrh von Südosten

Die Täler des Robojani und Grbaja prägen Schiefergesteine. Hierüber liegen triassisch gebildete Kalke als Felsbildner des Karanfil. Diese wurden stark disloziert und in den Eiszeiten umgeformt. Merkmale des sogenannten Glaziokarstes sind durch Eiswirkung umgeformte Paleodolinen, die Großteils mit Kalkgeröll zugeschüttet wurden und heute keine Umbildung durch Verkarstung mehr erfahren. An den rezenten Gletschern finden sich kleine Nivationsmoränen. Größere Moränen aus dem Quartär liegen an den Ausgängen der Ropojani- und Grbaja-Täler.

## Topographie
Der steile Gipfel liegt zwischen den Trogtälern von Grbaja und Ropojani, keine 500 Meter nördlich der Grenz zu Albanien.
Der Veliki vrh wird aus einem Doppelgipfel aus einem 2490 m. i. J. hohen Nord- und einem 2480 m. i. J. hohen Südgipfel gebildet. 400 Meter nördlich liegt durch eine Scharte getrennt der 2460 m. i. J. hohe Severni vrh (Maje e Bals); 500 Meter südöstlich der 2440 m. i. J. hohe Južni vrh (Maja e Keqe). Der Južni vrh ist der alpinistisch anspruchsvollste Gipfel des Karanfil.

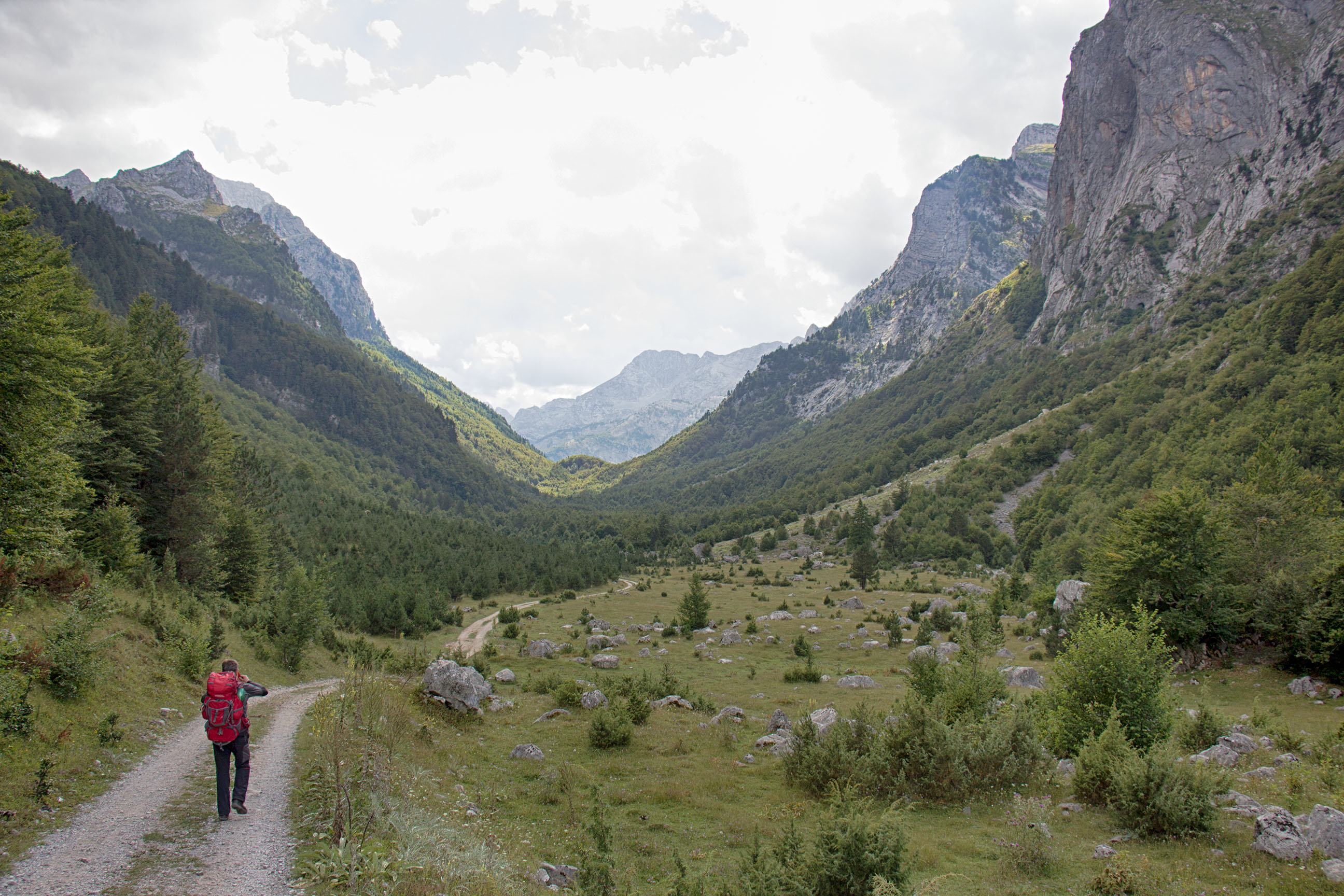
Der Trog des Ropojani, rechts die Steilwände des Karanfil

Den karstigen Karanfil-Gebirgszug prägen hohe Steilwände, enge Hängekare, die oberhalb des Grbaja-Troges stufenförmig herabfallen, und die exponierte Lage des Grates zwischen den großen Trogtälern zu beiden Seiten. In den Eiszeiten wurde der Grat durch die großen Talgletscher der beiden Tröge sehr stark zugesteilt und hat eine höhere Reliefenergie als vergleichbare Kämme im Prokletije. Berggipfel und -spitzen sind durch die starke Vergletscherung zu steilen Karlingen umgeformt worden, besonders eindrucksvoll am Horn des Koplje (2200 m. i. J.) nordwestlich des Gipfels zu sehen.
Im ausgeprägten Kar Kotao nordwestlich des Gipfels finden sich mehrere kleine Firnfelder. Im steilen obersten Teil, Oberes Kar (Gornji kotao) genannt, das der Veliki vrh in einem hufeisenförmigen Bogen mit dem Južni vrh bildet, liegt ein erstes Firnfeld. Es ist als Lawinenkessel ausgebildet und nährt nach zwei mindestens 250 Meter hohen Steilabbrüchen remobilisierte Schneefelder in den darunterliegenden Lawinenkessel des Großen Kar (Veliki kotao) und des Unteren Kar (Dolni kotao). Diese Firnfelder zählen zu den niedrigsten ganzjährigen Firnfeldern Südeuropas. Der Schnee liegt hier auf 1640 m. i. J. respektive 1750–1800 m. i. J.. In Aufnahmen der Belgrader Alpinisten unter Branko Kotlajić, die hier 1957 die ersten Alpin-Begehungen durchführten, sowie in der detaillierten topographischen Aufnahme (Maßstab 1:50.000) der Karanfil-Gruppe durch Branimir Gusić im Jahr 1964 bildeten sie noch ein zusammenhängendes Schneefeld. Das tiefe und schmale Lawinenkesselkar des Kotao wird im unteren Teil auf der Nordseite vom Horn des Koplje eingegrenzt. Unter der Nordwand des Koplje liegt ein weiteres kleineres Firnfeld, das ebenfalls den Sommer überdauert.
Das Dolni kotao bildete früher die einzige relevante Weide im Karanfil. Dies war durch zwei Quellen, die sonst im Karstgebirge zumeist fehlen, begünstigt. Die hier befindliche Sommerweide, die heute nicht mehr genutzt wird, wird Dilin katun genannt.
Der Kamm der Karanfil-Gruppe ist die nördlicher Fortsetzung der Radohima-Gruppe in Albanien, mit der er eine geomorphologische Einheit bildet. Seine Haupterstreckung nördlich der Ropojanska vrata liegt auf montenegrinischem Gebiet. Auf albanischen Territorium setzt an der Ropojanska vrata, dem tiefen V-Einschnitt im Grat südwestlich Juzni vrhs (2440 m), zwischen 1910 und 2080 m. i. J. Höhe der Ropojanski-Gletscher an. Es ist der tiefste Gletscher der Balkanhalbinsel. Auf seiner Stirnseite hat sich eine vier Meter hohe Moräne gebildet.

## Alpinismus

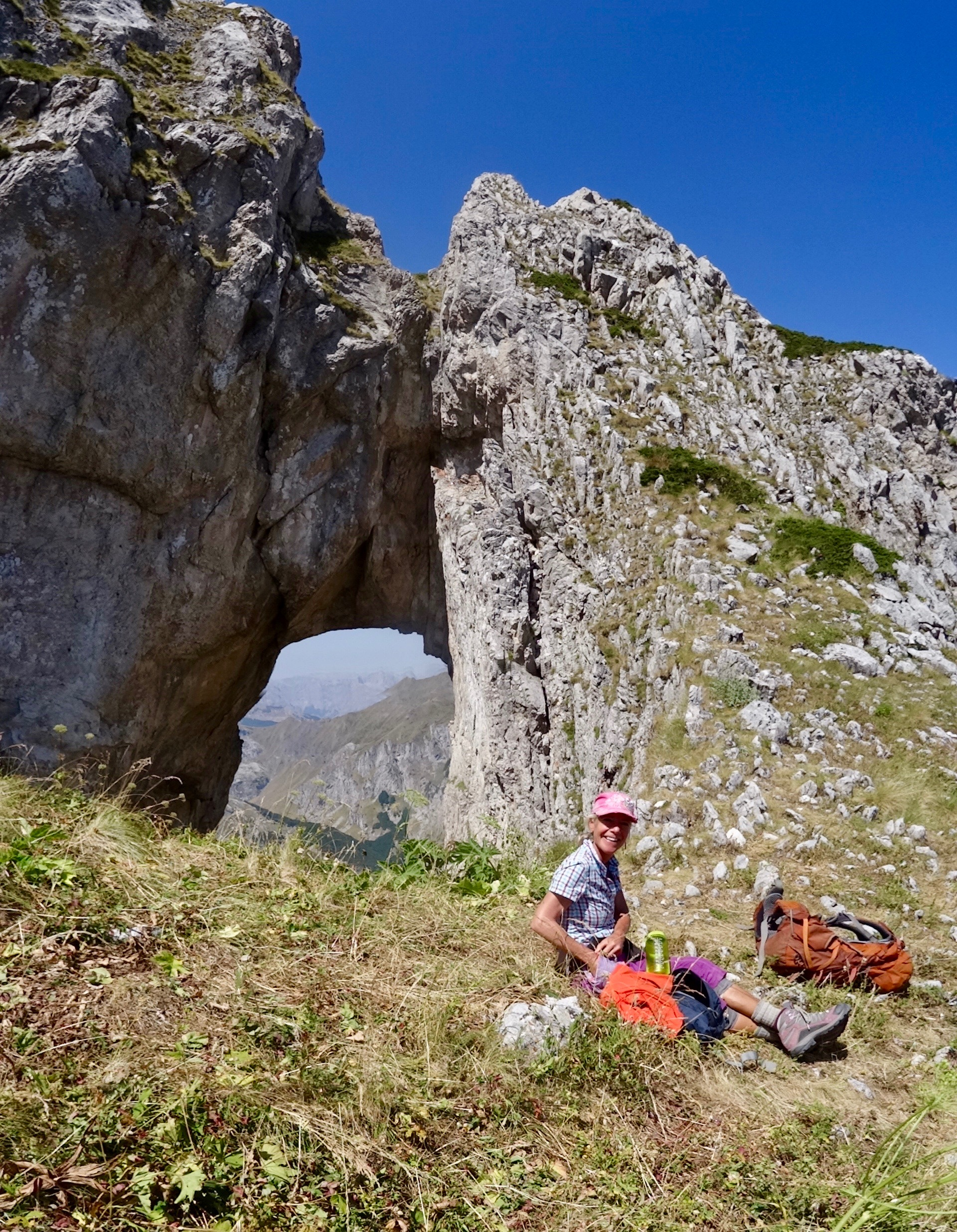
Wanderin am Felsentor nördlich des Hauptgipfels

Insbesondere die Nordwestseite des Veliki vrh fasziniert sowohl Bergsteiger als auch Alpin-Laien. Durch alpine Pionierleistungen der 1950er und 1960er wurde der Veliki vrh im damaligen Jugoslawien bekannt. Als einziger Gipfel Montenegros erfordert er eine kombinierte Eis-Fels Begehung.
Das Veliki vrh wurde nach mehreren fehlgeschlagenen Versuchen in den Jahren 1952, 1954 und 1956 im Jahr 1957 durch Bergsteiger des Alpin-Klubs Belgrad (Alpinistički odsek Beograd-AOB) erstmals erklommen. Durch die hohe technische Anforderung war der Erfolg der Besteigung 1957 der Höhepunkt der bisherigen bergsteigerischen Aktivitäten in der serbischen Alpin- und Bergsteigerszene. Die Aktivitäten beinhalteten die Erschließung der letzten noch alpinistisch unerschlossenen Berggruppe auf dem Gebiet Jugoslawiens. Am 4. Juli 1957 schaffte eine Dreiergruppe aus Živojin Gradišar, Branko Kotlajić und Branislav Mitrasinović den Aufstieg durch die Kare im unteren und oberen Kotao und über die beiden Firnfelder zum Junžni vrh. Die Gruppe biwakierte am Južni vrh und kletterte am nächsten Tag über den kleinen und großen Gipfel des Veliki vrh auf den Severni vrh. Am 8. und 9. Juli 1957 kletterten Živojin Gradisar und Branko Kotlajić eine weitere Variante auf den Južni vrh, der als schwierigster Gipfel der Gruppe gilt. Mit den bis 1965 durchgeführten neuen Begehungen, die durch die AOB geleitet wurden, war das Gebiet alpinistisch erschlossen. Hierzu zählten ebenfalls Winterbesteigungen mit Biwaken. Insbesondere blieb der Aufstieg durch die beiden Kare im Kotao sowie die Besteigung des Južni vrh eine besondere Herausforderung. Auch 2020 sind hier noch keine Seilsicherung installiert worden, was die Besteigung nur geübten Alpinisten erlaubt.
Die in einem Jahrzehnt durch die Amateure des AOB gemachten, als herausfordernd zu bezeichnenden Pionierbesteigungen des Karanfil bilden nicht nur in kletterischer, sondern auch in alpinistischer Hinsicht – umfangreiche Erschließung der einzigartigen alpinen Berggruppe – etwas besonderes. Sie blieben daher auch ein herausragendes Kapitel der Geschichte des Alpinismus in Serbien. Diese Besteigungen wurden durch Artikel und Fotografien in den damaligen Publikationen der slowenischen und kroatischen Alpinmagazine gut dokumentiert.

## Forschungsgeschichte
Der Karanfil ist durch seinen schmalen und steilen Grat ein relativ spät erforschtes Gebiet. Insbesondere ist der Veliki vrh mit seinen beiden Nachbargipfeln durch starke Exposition viel schwieriger zu besteigen als beispielsweise die Jezerca, der höchste Gipfel im Prokletije. Die erste wissenschaftliche Bekanntschaft mit dem Gebiet geht insbesondere auf Jovan Cvijić zurück, der 1912 die Glazialspuren im Grbaja-Trogtal sowie die eindrucksvollen Karlinge im Karanfil beschrieb. 1964 wurde das Gebiet durch den kroatischen Prokletije-Experten Branimir Gušić detailliert kartographisch aufgenommen. In einer Reihe von drei Bergsteiger-Artikeln wurde das Gebiet 1966 durch Branko Kotlajić in Jugoslawien einer breiteren Öffentlichkeit bekannt gemacht. Eine Karte im Maßstab 1:50.000, die Gušić auf Basis der jugoslawischen topographischen Karten der 1950er Jahre  ausgearbeitete hat, zeigt insbesondere die Gletscherstände vor dem globalen Klimawandel. Die Gletscherstände im Karanfil hat im 21. Jahrhundert der bulgarische Geowissenschaftler Emil Gachev erfasst.